# Kaymak

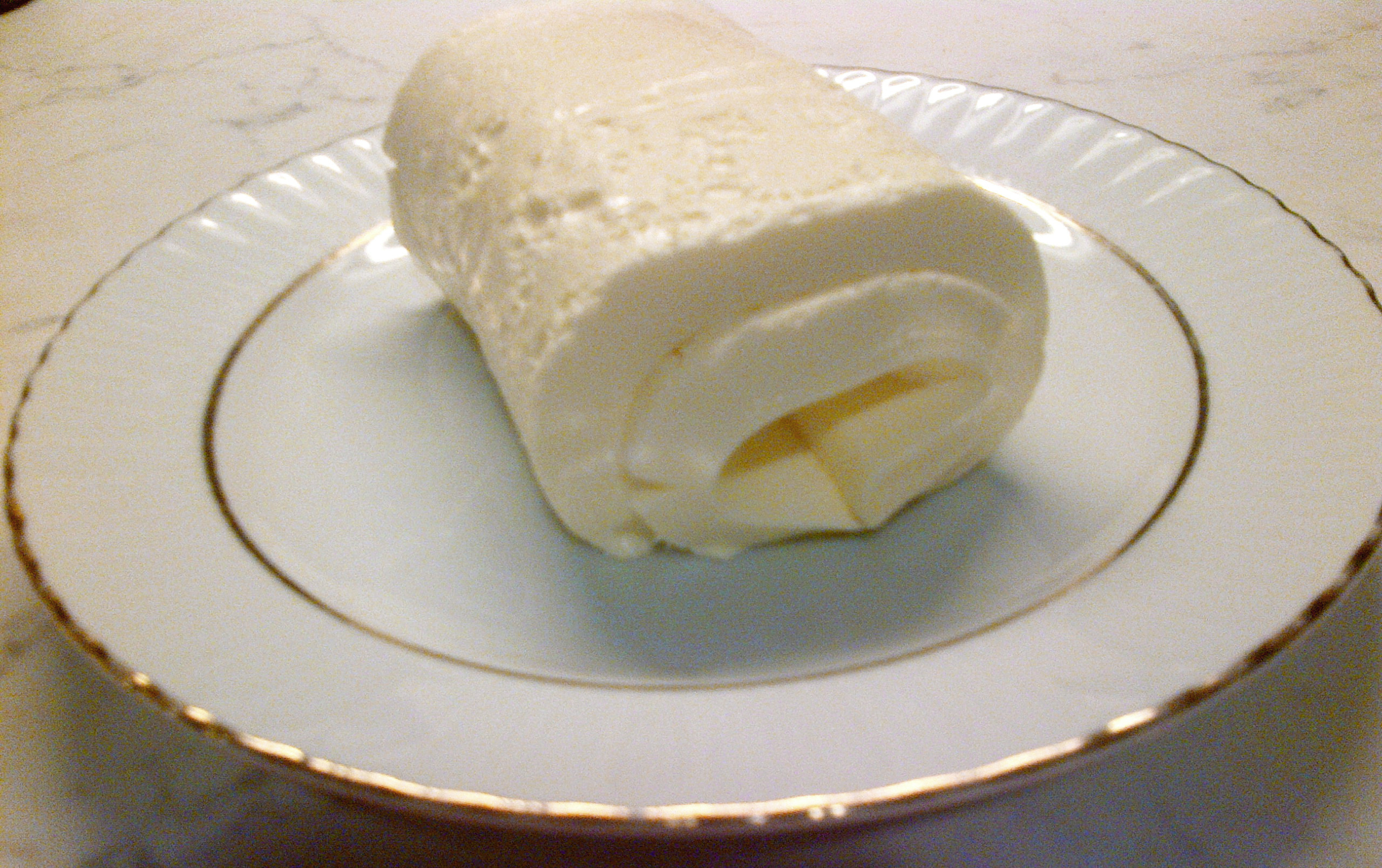
Kaymak

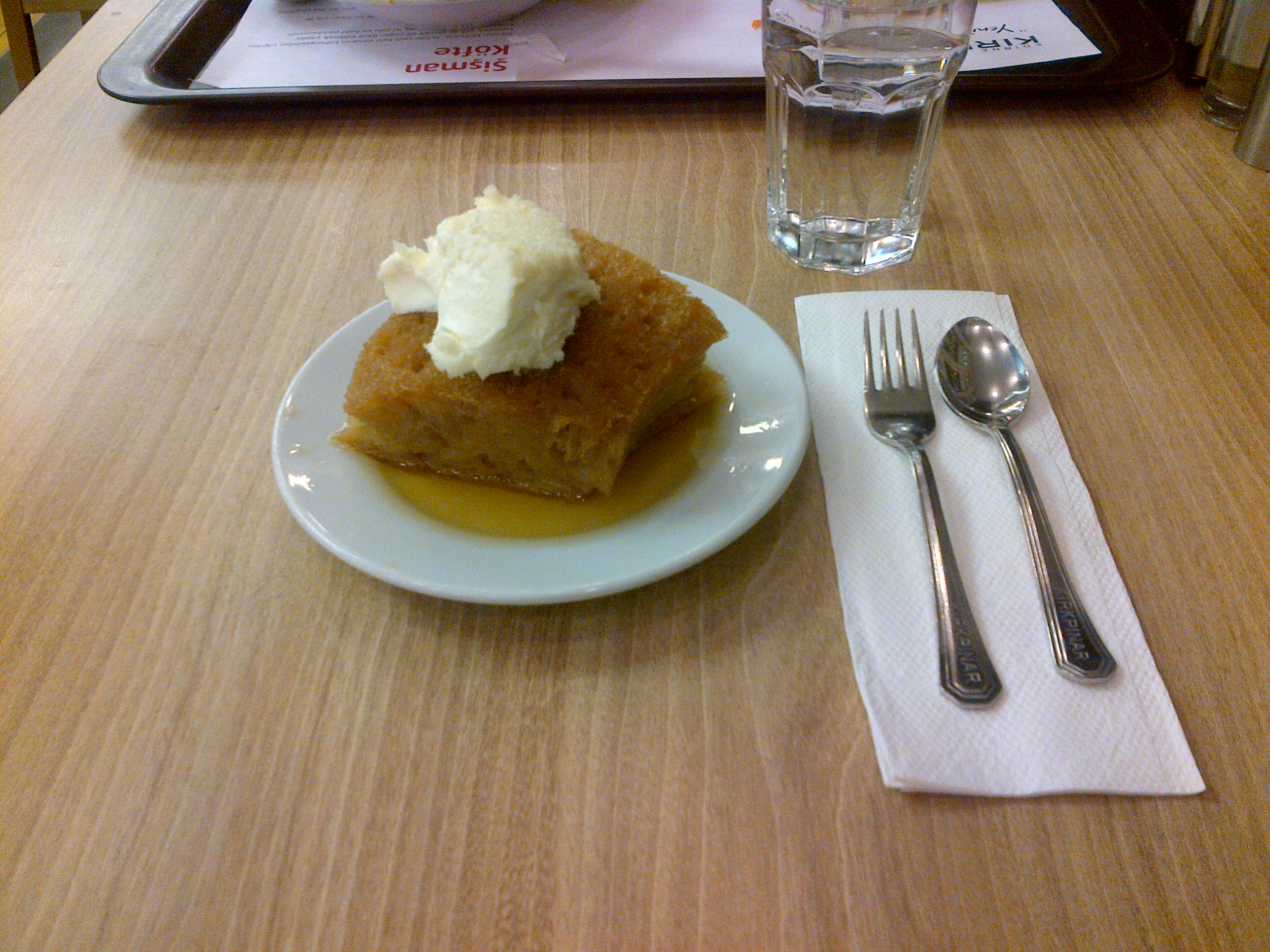
Ekmek kadayıfı, uma sobremesa da cozinha turca con kaymak.

Kaymak (ou "qaymak", ou ainda "gaymak", pelo menos no Turquemenistão) é uma preparação culinária feita com nata que é fervida a fogo brando durante várias horas e depois separada do leite. Apesar de ser muitas vezes considerada originária da Turquia, é popular em muitos países do Médio Oriente, nos Balcãs e na Ásia Central, como um creme que se pode comer com pão, como um doce ou sobremesa, com mel e pistácios ou amêndoas partidas, misturar no café, no chá ou numa sopa, ou usar em recheios de doces, como o crème fraîche francês.  
O kaymak pode ser preparado com leite de vaca ou de búfala, ou com uma mistura de nata e leite fresco fervidos a fogo brando durante várias horas, parte das quais em banho-maria; depois de arrefecer, a parte que fica à superfície é separada e deixada num lugar frio durante vários dias, ficando parcialmente fermentada; por esta razão, o seu sabor é levemente ácido e, muitas vezes, principalmente como sobremesa ou para o pequeno almoço, é misturado com mel ou outra substância que contrarie esse sabor.